# Cyrestis heracles
Cyrestis heracles är en fjärilsart som beskrevs av Otto Staudinger 1896. Cyrestis heracles ingår i släktet Cyrestis och familjen praktfjärilar. Inga underarter finns listade i Catalogue of Life.